# Kap Pépin
Kap Pépin ist ein vereistes Kap an der Küste des ostantarktischen Adélielands. Es liegt zwischen der Baie des Ravins und dem Barré-Gletscher.
Teilnehmer der dritten französischen Antarktisexpedition (1837–1840) unter der Leitung des Polarforschers Jules Dumont d’Urville entdeckten das Kap. D’Urville benannte es nach dem Mädchennamen seiner Ehefrau Adèle Dorothée Pépin d’Urville (1798–1842). Das Gebiet um das Kap wurde bei der vom australischen Polarforscher Douglas Mawson geleiteten Australasiatischen Antarktisexpedition (1911–1914) von 1912 bis 1913 und bei der ebenfalls unter seiner Leitung durchgeführten British Australian and New Zealand Antarctic Research Expedition (BANZARE, 1929–1931) im Jahr 1931 kartiert. Eine weitere Positionsbestimmung erfolgte anhand von Luftaufnahmen der US-amerikanischen Operation Highjump (1946–1947).